# ハスキーボイス
ハスキーボイス (husky voice) とは、しゃがれた声、かすれた声のこと。「嗄声」と似た言葉だが良い意味で用いられる。嗄声の一形態といえる。悪声の意味で使われることは少なく、「ダミ声」とは対照的である。

## 概要
- ときにノイジーでかつ、倍音が多いうえにやや不規則に生じる声である。同じような声でも、声帯以外の器官で雑音が生じる場合や雑音と声自体が分離しているように聞こえる場合などハスキーボイスとは区別されることもある（デスボイス、エッジボイスなど）。
  - 特定の音域だけ急に「ハスキー」になってしまうような場合は、ハスキーボイスではないとされることがある。
- 殆どは先天的なものではない（先天性発声障害等を除く）。これは、生まれたばかりの赤ん坊の声が皆似ていることからも明らかである。
  - 声の音色的な特色は声門閉鎖の具合と呼気の流れ方でおおかた決まる。ハスキーな声となり易いのは声門閉鎖が全辺に渡って均一で弱く、呼気が多いときである。さらに言えば、ある程度の声帯伸展があるほうがハスキーになりやすい。これらの条件を満たすときは声帯の表面が細かく振動しやすく、開閉が不規則になり、前述の声質が現れる。感覚的には、高めの音域で喉を「軽く」使い、息を流す発声である（必然的に、ハスキーボイスは高い声を出す人に多い。低音域はもともと倍音が多いのでハスキーボイスの区分は現れにくいが、エッジサウンド（エッジボイス、シュトローバス）の混じった声などがハスキーと言われたりもする）。
  - クラシックの発声のように、息を引いて大音量を出す場合はハスキーボイスにはならない。ポップスやロックでハスキーな声が多用されるのは、マイクロホンとアンプを使って音量を増幅するから可能になることである。
- 習慣的に自然にハスキーボイスになる人が多いが、なんらかの原因で一定期間ハスキーボイスになる人もいる。　
  - 長期間、慢性的に声を酷使したり、一時的でも無理な発声をすると声帯結節やポリープができることがある。仕事上声を頻繁に使う人や、大声でしゃべる子供に多い。声帯にポリープなど異物があると声帯の振動、開閉の規則性が損なわれるためノイジーな声になる（声門閉鎖の強い、大きい声のときだけ普通の声に戻る場合が多い）。そういった状態では、ファルセットなど声門閉鎖の弱い声を扱いにくくなる（急に声が裏返ったりする）ため歌唱などには適さない。
  - 長期間に渡る飲酒や喫煙でハスキーになることがある（ポリープ様声帯）。
- 一時的に声がしゃがれることは「声が嗄れる」というが、これは多くの人が経験する。その殆どが風邪の時か、長時間発声した後である。主に喉頭炎か発声器官の機能低下（声帯を閉じる筋肉の疲労や呼気圧低下）によるもので、どちらも、直接的原因は声門閉鎖不全となる。
  - 風邪で声が嗄れるのは、ウィルス等が原因の炎症による場合もあるが、咳が続いた結果、声帯振動部が損耗して嗄れることも多い（どちらも急性喉頭炎と診断される）。炎症を起こすと声帯は腫れたり、表面の粘膜の柔軟性が低下する。その結果声門閉鎖が不完全になる。また発熱時などは発声器官の諸筋群の働きが低下し声門閉鎖が弱くなってかすれることもある。
  - 長時間の発声で嗄れる場合も、喉頭炎が原因のときと、筋疲労が原因の場合がある。喉頭炎と筋疲労では嗄れた後の発声の印象に違いがあり回復の仕方にも差異がある。
- ハスキーボイスの著名人は声の特徴がつかみやすく昔から頻繁に物まねの対象にされる場合が多い。
- 力士やプロレスラー、柔道の重量クラスの選手にハスキーボイスが多いのは脂肪が声帯にまでついているからであるが中には声が高い人もいる。
- 日本においてハスキーボイスの歌手が市民権を得た契機は、1966年（昭和41年）にヒット曲を生み出した青江三奈と森進一であるといわれ[1]渡辺プロダクション関連の書籍では当初は歌手とは思えない悪声等と評されることもあったと記されている。
- 日本の声優には、このハスキーボイスを武器としている声優も多数いる。女性の場合、演じるキャラは女性より男性（もしくはボーイッシュな女性）の比率が高い場合が多い。

## 語源
ハスキーボイスとハスキー犬の“ハスキー”はスペルは同じだが語源は異なる。
ハスキーボイスのハスキーは、トウモロコシの皮の意味のhuskからきている。そこから、乾いた殻、からからのしゃがれ声のという意味になってハスキーボイスという言葉ができた。
一方、ハスキー犬のほうは、エスキモーからきている。エスキモーというのは、もともと雪靴をはいた人のことだったが、それが、“ハスケモウ”や“ウスケマウ”というふうに訛り、それを短く縮めて、ハスキーと呼ぶようになった。始めは人のことを言っていたが、後にエスキモー犬のことを指すようになり、ハスキー犬となった。ハスキー犬のハスキーは、英語で、たくましくて、強い、がっしりした、頑丈なという意味。